# 阿根廷—老撾關係
阿根廷－老撾關係（西班牙語：Relaciones Argentina-Laos）是指阿根廷和寮人民民主共和國之間的雙邊關係。两国于1975年7月24日建交。兩國均為七十七國集團、東亞－拉丁美洲合作論壇成員國。

## 历史
1975年7月24日，阿根廷与老挝建交，当时正值寮國內戰結束，部分寮國的苗族蒙人因國內嚴重的民族宗教迫害，成為難民，阿根廷總統豪尔赫·拉斐尔·魏地拉同意收留寮國的難民。于是，300戶寮國難民於1979年抵達阿根廷布宜诺斯艾利斯，後來，阿根廷政府將他們安置在阿根廷東北部巴拉那河畔的米西奧內斯省波薩達斯。迄今阿根廷已经有老挝裔移民1,800人，是南美洲寮國移民最多的國家。他们的后裔仍然操老挝语。
此后，由于阿根廷军事独裁政权的反共政策，阿根廷與身為共產主義國家的老挝人民民主共和国只維持有限度的商貿往來。但进入21世纪，老撾和阿根廷关系有所改善。2014年8月阿根廷外交部副部長访问老撾并会见了老挝领导人，老撾和阿根廷政府亦表示有興趣加強雙邊合作，包括在多邊論壇中互利互惠。并在萬象簽署諒解備忘錄。
目前，阿根廷對老撾的相關事務由阿根廷駐泰国大使館兼轄。而寮國尚未在阿根廷設置外交機構。

## 相关链接
- 阿根廷驻泰国大使馆 （页面存档备份，存于）